# Rue d'Arcole
Rue d'Arcole är en gata på Île de la Cité i Quartier Notre-Dame i Paris 4:e arrondissement. Gatan är uppkallad efter den närbelägna Pont d'Arcole. Rue d'Arcole börjar vid Quai aux Fleurs 23 och Quai de la Corse 23 och slutar vid Rue du Cloître-Notre-Dame 22 och Place du Parvis-Notre-Dame. Gatan namngavs i februari 1837.

## Bilder
| - Gatuskylt. - Fontaine Millénaire. - Panneau Histoire de Paris. |

## Omgivningar
- Notre-Dame
- Fontaine Millénaire
- Rue de la Colombe
- Rue Chanoinesse

## Kommunikationer
- Tunnelbana – linje  – Cité
- Busshållplats Pont d'Arcole – Paris bussnät, linje 75
- Busshållplats Quai aux Fleurs – Pont Saint-Louis – Paris bussnät, linje 75

### Webbkällor
- ”Rue d'Arcole”. Mairie de Paris. https://web.archive.org/web/20181211052821/http://www.v2asp.paris.fr/commun/v2asp/v2/nomenclature_voies/Voieactu/0400.nom.htm. Läst 26 mars 2022.
- ”Rue d'Arcole (4ème arrondissement)”. Les rues de Paris. https://web.archive.org/web/20180123225157/http://www.parisrues.com/rues04/paris-04-rue-d-arcole.html. Läst 26 mars 2022.